# توري أنونزياتا
Torre Annunziata توري أنونسياتا مدينة إيطالية جنوب إيطاليا في إقليم كامبانيا وتابعة لمقاطعة نابولي، تقع على خليج نابولي وعلى مشارف بركان جبل فيسوفيو وقد دمرت مرتان نتيجة ثورانه في عامي 79 م وعام 1631 م، بها العديد من الأثار القديمة وصنفتها منظمة اليونسكو عام 1997 م ضمن مواقع التراث العالمي، عدد سكانها 48.720 نسمة ومساحتها 7 كيلومتر مربع.

## السكان
في سنة 1861 بلغ عدد السكان 16٬653 نسمة، وتطور العدد ليصل في سنة 2011 لـ 43٬521 نسمة.
يظهر هذا المخطط البياني تطور النمو السكاني لـ توري أنونزياتا

## توأمة
لتوري أنونزياتا اتفاقيات توأمة مع كل من:
- بينيفنتو
- لا سيوتا
- إمندينغن
- بلنسية

## أعلام
- سالفاتوري ايسبوسيتو
- بيترو أورينو
- ألفونسو بينتو
- دينو دي لورانتس
- إرنستو بيرغاماسكو